# Dominique (película de 1979)
Dominique es una película de terror británica de 1979 dirigida por Michael Anderson y protagonizada por Cliff Robertson, Jean Simmons, Simon Ward, Jenny Agutter y Ron Moody. El autor Ronald Chetwynd-Hayes escribió la novelización del filme, el cual está basado en la historia corta de 1948 What Beckoning Ghost, escrita por Harold Lawlor.

## Argumento
David Ballard, un hombre de negocios estadounidense en apuros y desesperado por conseguir dinero, idea un plan: mediante manipulación psicológica, puede obligar a su rica esposa inglesa, Dominique, a suicidarse, permitiéndole así heredar los bienes y propiedades de su familia. Su plan parece funcionar cuando el cuerpo de Dominique aparece colgado en su invernadero, pero David pronto se ve perseguido por lo que cree que es el fantasma vengativo de Dominique. Su cordura se debilita gradualmente a medida que se ve incapaz de deshacerse del espíritu de su esposa.

## Reparto
- Cliff Robertson es David Ballard
- Jean Simmons es Dominique Ballard
- Simon Ward es Tony Calvert
- Jenny Agutter es Ann Ballard
- Ron Moody es el doctor Rogers
- Judy Geeson es Marjorie Craven
- Michael Jayston es Arnold Craven
- Jack Warner es George